# Len Rempt-Halmmans de Jongh
Nellie (Len) Rempt-Halmmans de Jongh (Utrecht, 11 augustus 1927 – Huizen, 23 april 2013) was een Nederlands politica. Namens de VVD was zij lid van de Tweede Kamer.
Rempt-Halmmans de Jongh was een Wassenaarse econome die na verblijf in Nigeria en Iran en na diverse functies in de VVD te hebben bekleed in de Tweede Kamer kwam. Ze zette zich in voor de rechten van vrouwen, homoseksuelen en consumenten. Verder was zij woordvoerder voor energiezaken. Ze nam als enige plaatsvervangend lid deel aan de werkzaamheden van de enquêtecommissie RSV. Ze was een goedlachs en geestig Kamerlid, dat soms met volks taalgebruik haar keurige Wassenaarse afkomst probeerde te maskeren en dat op sommige terreinen verrassend progressief-liberale opvattingen had.
In 1974 was ze VN vrouwenvertegenwoordiger en ging ze naar de Algemene Vergadering van de Verenigde Naties om daar een speech te geven.
- Biografisch Portaal: 46447592
- International Standard Name Identifier: 0000 0003 9357 1488
- Nederlandse Thesaurus van Auteursnamen: 078285992
- Parlement.com: vg09llmfqcz5
- Virtual International Authority File: 287823968
- WorldCat: E39PBJtxm8DbxvX9q8q9Pg384q